# 产后抑郁症
产后抑郁症（英語：postpartum depression, PPD），是和嬰兒出生有關的情感障礙，早期認為只發生在婦女，後來發現男性或女性都可能會有此症狀。症狀包括極度憂傷、疲勞、焦慮、痛哭、易怒，以及睡眠及飲食模式的變化。多半是會在嬰兒出生後一周到一個月開始出現。产后抑郁症可能會對嬰兒的發育有負面影響。
产后抑郁症的確切原因還不清楚，一般認為可能是因為生理、情緒、基因及社會因素所造成，也可能受到像是體內激素的變化、睡眠不足等因素的影響。風險因子包括以前曾出現产后抑郁症、躁鬱症、家族中有重性抑鬱疾患的病史、心理壓力、妊娠併發症、缺乏支持，以及物質使用疾患。診斷會以個人的症狀為基礎。大部分的女性在分娩之後會有一段擔心或是不快樂的階段，若其症狀嚴重，時間持續超過二週，需確認是否為产后抑郁症。
在上述的風險中，提供心理及社會的支持對預防产后抑郁症有幫助，其中可能包括來自親友的支持，包括食物、家務，照顧和陪伴。产后抑郁症的治療包括有諮商或是藥物。有效的諮商方式包括有人際取向心理治療（IPT）、认知行为疗法（CBT）及心理動力療法。初步證據支持用选择性5-羟色胺再摄取抑制剂（SSRI）治療产后抑郁症。
在高收入国家中，约有8.9-10.1%的產婦患得产后抑郁症，这一比例在中低收入国家上升至17.8-19.7%。在新生兒出生後，男性有产后抑郁症的比例約從8%到10%不等。產後精神病（Postpartum psychosis）是更嚴重的产后心理症狀，每一千名分娩的產婦中，約有一到二名會有此症狀。产后抑郁症是一歲以下嬰兒被殺害的主要原因之一，在美國每十萬名嬰兒出生，其中會有8名有此情形。Pitt. B在1968年发表于《British Journal of Psychotherapy》上的文章《"Atypical" Depression Following Childbirth》中，首次提出产后抑郁症的概念。

## 症狀
- 抑鬱

患者會長時間感到情緒低落、愁苦及悲慘，早上或入夜時分情況會較為嚴重。
- 脾氣暴躁

患者可能會對別人的兒女或自己的嬰兒感到暴躁，而發洩對象通常是自己的伴侶。
- 疲憊

一般產後的女性亦會感到疲憊，但產後抑鬱的患者會疲憊至認為自己患病。
- 失眠

患者一般難以入睡。
- 食慾不振

患者通常沒有心情進食，但有時會透過暴食來宣洩壓力，不過過後又會因肥胖而感到內疚和不安。
- 失去興趣

患者對以往的享受覺得不再吸引，以往的興趣亦變得無聊，特別是對性生活失去興趣，進一步影響雙方的關係。
- 不能應付生活

患者會覺得不夠時間用，事情亦做得不好，但失去動力改善有關情況。
- 內疚

患者會因為自己患病而增加家庭壓力感到內疚，亦會因用負面角度觀看事物而自責。
- 焦慮

患者會經常因為害怕不懂照顧嬰兒而感到焦慮，同時又擔心嬰兒的健康。

## 診斷標準
目前无特异的实验室指标和统一的诊断标准。汤月芬认为应采用两步筛查法，第一步为量表评估，多依据各种自评量表如EPDS（爱丁堡产后抑郁量表），SLC-90,SDS（抑郁自评量表）等,如EPDS≥13分来判定。第二步采用临床定式检查，比较明确的标准是1994年美国精神病学会在《精神疾病的诊断与统计手册》一书中制定的产后抑郁症的诊断标准,内容如下:在产后2周内出现下列症状的5条或5条以上,
1. 情绪抑郁
2. 对全部或大多数活动明显地缺乏兴趣或愉悦
3. 体重显著下降或增加。
4. 失眠或睡眠过度。
5. 精神运动性兴奋或阻滞。
6. 疲劳或乏力。
7. 遇事皆感毫无意义或自罪感。
8. 思维力减退或注意力涣散。
9. 反复出现死亡的想法。

精神科学者认为，通常在临床工作中所说的产后抑郁是一个笼统的称谓，包括了从严重程度不等的不良情绪到符合常用产后抑郁以及诊断标准的情感性障碍。即泛指产后外于抑郁的情绪状态，涵括了产后心绪不良、以及超出产后心绪不良界线又未达到产后抑郁症诊断标准的产后抑郁状态。产后抑郁症目前尚无生化指标，近来对孕妇常规筛查同型半胱胺酸，发现13例EPDS评分高者其同型半胱胺酸亦高，同型半胱胺酸是否是产后抑郁症的指标还有待于进一步大样本的研究。

## 治疗
对产后抑郁症患者的心理咨询是非常重要的。通过心理咨询了解患者的心理状态和个性特征,并调动足够的社会支持，使患者改正认知偏差,增强自信心,提高自我价值意识，发挥自己的潜能,重塑自我。轻症经过心理咨询可以达到良好效果，少数病人需要抗抑郁治疗。

## 參看
- 落洞